# Никулешти (Дамбовица)
Никулешти (рум. Niculești) насеље је у Румунији у округу Дамбовица у општини Никулешти. Oпштина се налази на надморској висини од 116 m.

## Становништво
Према подацима из 2011. године у насељу је живело 2383 становника.